# Rubona (Sektor)
Rubona (Kinyarwanda Umurenge wa Rubona) ist einer von 14 Sektoren des Distrikts Rwamagana in der Ostprovinz von Ruanda.

## Geographie
Der Sektor Rubona hat eine Fläche von 55,6 km². Er setzt sich aus den sechs Zellen Byinza, Kabatasi, Kabuye, Karambi, Mabare und Nawe zusammen. Nachbarsektoren sind im Norden Mwulire, im Nordosten Kigabiro, im Osten Munyaga, im Südosten Karembo, im Süden Zaza, im Südwesten Mugesera und Karenge sowie im Westen Nzige. Im Süden liegt Rubona am Mugesera-See.

## Bevölkerung
Nach Stand der Volkszählung von 2022 liegt die Einwohnerzahl bei 29.916. Zehn Jahre zuvor waren es 24.136, was einem jährlichen Bevölkerungszuwachs von 2,2 Prozent zwischen 2012 und 2022 entspricht.

## Verkehr
Durch den Sektor verläuft eine District Road in Ost-West-Richtung.